# أبو الحسن الكرخي
هو أبو الحسن عبيد الله بن الحسين بن دلال بن دلهم، الكرخي، البغدادي، الحنفي، الفقيه، الإمام الزاهد، مفتي العراق، وشيخ الحنفية.

## سيرته
ولد بكرخ، ثم انتقل إلى العراق، ودرس ببغداد على عدد من العلماء، منهم: إسماعيل بن إسحاق القاضي، وأحمد بن يحيى الحلواني، ومحمد بن عبد الله بن سليمان المصري. انتهت إليه رئاسة الحنفية في عصره. كان رجلًا عزوفًا عمَّا في أيدي الناس، قانعًا، صبورًا على العسر، صوًّامًا، قوَّامًا، ورعًا، زاهدًا. كان له اختيارات في الأصول تخالف أصول أبي حنيفة، وكان من رؤوس المعتزلة.

## مؤلفاته
له مؤلفات عدَّة، منها:
- المختصر في الفقه.
- شرح الجامع الصغير.
- شرح الجامع الكبير، لمحمد بن الحسن.
- رسالة في الأصول: ذكر فيها الأصول التي عليها مدار كتب أصحاب أبي حنيفة.

## وفاته
توفي ببغداد إثر إصابته بمرض الفالج سنة 340 هـ.